# Pseudomops
Pseudomops är ett släkte av kackerlackor. Pseudomops ingår i familjen småkackerlackor.

## Dottertaxa tillPseudomops, i alfabetisk ordning[1]
- Pseudomops affinis
- Pseudomops albostriatus
- Pseudomops americanus
- Pseudomops angustus
- Pseudomops annulicornis
- Pseudomops aurantiacus
- Pseudomops bicolor
- Pseudomops boliviensis
- Pseudomops boyacae
- Pseudomops brunneri
- Pseudomops burri
- Pseudomops cinctus
- Pseudomops crinicornis
- Pseudomops decepturus
- Pseudomops dimidiatus
- Pseudomops discicollis
- Pseudomops femoralis
- Pseudomops flavipes
- Pseudomops fluminensis
- Pseudomops gloriosus
- Pseudomops gratus
- Pseudomops guerinianus
- Pseudomops hirticornis
- Pseudomops inclusus
- Pseudomops interceptus
- Pseudomops luctuosus
- Pseudomops magnifica
- Pseudomops magnus
- Pseudomops melanus
- Pseudomops mimicus
- Pseudomops neglectus
- Pseudomops nigrimaculis
- Pseudomops oblongatus
- Pseudomops obscurus
- Pseudomops petropolitanus
- Pseudomops piceus
- Pseudomops praeclarus
- Pseudomops puiggarii
- Pseudomops pyronotum
- Pseudomops rufescens
- Pseudomops septentrionalis
- Pseudomops simulans
- Pseudomops tristiculus
- Pseudomops zonatus